# Roger Palmgren
Pour les articles homonymes, voir Palmgren.
Roger Lennart Palmgren (né le 11 mars 1963 à Stockholm) est un entraîneur suédois de football. Il a dirigé plusieurs sélections africaines, et différents clubs en Europe et en Afrique.

## Biographie
Avec l'équipe de Sierra Leone, il remporte la Coupe Amílcar Cabral en 1995, et qualifie pour la deuxième fois consécutive la sélection pour la Coupe d'Afrique des nations, en 1996. Malgré une victoire contre le Burkina Faso lors du premier match, l'équipe s'incline contre l'Algérie et contre la Zambie, ce qui l'empêche d'accéder aux quarts de finale.
Avec l'équipe du Rwanda, il est finaliste de la Coupe CECAFA des nations en 2005. Le Rwanda est battu par l'Éthiopie en finale.
En 2013 il prend la suite de Bernard Kaanjuka pour entrainer l'Équipe de Namibie de football.